# Hybalus baudoni
Hybalus baudoni är en skalbaggsart som beskrevs av Rudolph Petrovitz 1964. Hybalus baudoni ingår i släktet Hybalus och familjen Orphnidae. Inga underarter finns listade i Catalogue of Life.